# Цзін-цзун (династія Тан)
Цзін-цзун (кит.: 敬宗; піньїнь: Jìngzōng), особисте ім'я Лі Чжань (кит.: 李湛; піньїнь: Lǐ Zhàn; 22 липня 809 —9 січня 827) — шістнадцятий імператор династії Тан у 824–827 роках.

## Життєпис
Народився у родині імператора Му-цзуна. При народженні звався Лі Чжань. Не отримав якоїсь системної освіти. У 824 році, після смерті батька, став імператором під ім'ям Цзін-цзун. Втім не виявив нахилу до виконання державних справ, займався лише гульками, розвагами, пияцтвом. В уряді точилися безкінечні чвари між євнухами, між родами Ніу та Лі, між вченими та євнухами. З часом значення євнухів все більше зростало, незаваючи на протиборство з боку знаті та представників академії Ханьлінь. Але Цзін-цзун став чинити утиски також і євнухам. Тому дехто з них на чолі з Лю Кемінем під час чергового застілля підсипали імператору отруту, від якої той помер.